# Nenenia virgata
Nenenia virgata är en skalbaggsart som beskrevs av Blackburn 1897. Nenenia virgata ingår i släktet Nenenia och familjen långhorningar. Inga underarter finns listade i Catalogue of Life.